# La Prensa (Barcelona)
La Prensa fue un periódico español de carácter vespertino editado en Barcelona entre 1941 y 1979.

## Historia
Fundado en Barcelona en 1941, su primer número apareció el 28 de mayo de ese mismo año. De ideología conservadora y católica, el diario pertenecía a la Cadena de Prensa del Movimiento.
Entre 1953 y 1956 publicó un suplemento, A todo color, que tuvo cierto éxito. Para 1965 la tirada diaria del periódico era de unos 72.000 ejemplares. Sin embargo, tras la muerte de Franco, La Prensa entró en una fuerte decadencia. Desde la dirección del diario se intentó reciclar ideológicamente la línea editorial, pero esto no tuvo efecto y la pérdida de lectores continuó.
Integrado en el organismo público Medios de Comunicación Social del Estado (MCSE), en junio de 1979 el gobierno decidió el cierre del diario debido a las continuas pérdidas económicas y al reducido número de lectores que todavía conservaba, factores que hicieron inviable su existencia. Su último número fue del 16 de junio de 1979. Junto a La Prensa se cerró el también barcelonés Solidaridad Nacional, antiguo órgano falangista en la ciudad condal.